# Găneasa (Ilfov)
Găneasa é uma comuna romena localizada no distrito de Ilfov, na região de Muntênia. A comuna possui uma área de 44.61 km² e sua população era de 4408 habitantes segundo o censo de 2007.